# Tommy Bryant
Ne doit pas être confondu avec Tom Bryant.
Tommy Bryant, connu aussi sous le nom de Tom Bryant, est un contrebassiste américain né le 21 mai 1930 à Philadelphie où il est décédé le 3 janvier 1982. Il est le frère du pianiste Ray Bryant, avec qui il a notammentont joué au sein du Jo Jones Trio.

## Biographie
Tommy Bryant grandit dans une famille musicale à Philadelphie : sa mère était une directrice de chœur, son frère Ray est un pianiste de jazz et de blues, et son autre frère, Len Bryant, est un chanteur et un batteur.
Il commence à jouer de la contrebasse à 12 ans, et démarre sur scène avec de petits groupes locaux dont un formé par Billy Krechmer. Sur la fin des années 1940, il se joint à la bande d'Elmer Snowden, et y restera jusqu'en 1952 avant d'être appelé pour aller faire la guerre de Corée.
À son retour entre 1955 et 1956, avec son frère Ray et Jo Jones, l'ancien batteur de Count Basie, ils décident de former The Jo Jones Trio. Il formera aussi à cette époque son propre trio.
On le retrouve aussi à cette époque comme contrebassiste de formation ou en sideman sur les albums de Jo Jones (1958), Charlie Shavers (1959), Roy Eldridge Dizzy Gillespie, Barney Wilen, Benny Golson, Big Joe Turner et Coleman Hawkins.
Sur la fin de sa carrière et de sa vie, pendant près de 10 ans, il joue au sein de la formation musicale The Ink Spots.
Bryant a aussi enregistré avec Mahalia Jackson sous le nom de Tom Bryant.

## Discographie

### The Jo Jones Trio
- 1955 : One Key Up ∫ Vanguard Records.
- 1958 : Jo Jones Plus Two ∫ Vanguard Records VRS 8525.
- 1959 : Jo Jones Trio ∫ Everest Records LPBR 5023.

### Contrebassiste de Ray Bryant
- 1959 : Ray Bryant Plays ∫ Fresh Sound Records.
- 1963 : Groove Home ∫ Collectables Records.

### Avec Dizzy Gillespie
- Dizzy Gillespie : Live 1957 ∫ Jazz Unlimited Records.
- Dizzy Gillespie, Sonny Rollins, Sonny Stitt: Sonny Side Up ∫ Verve Records.

### Autres enregistrement en formation ou en sideman
- Pour Benny Golson en 1959 : Gone With Golson ∫ Original Jazz Classics.
- Pour Roy Eldridge : The Nifty Cat ∫ New World Records.
- Pour Barney Wilen en 1959 : Newport' 59  ∫ Fresh Sound Records.